# Kisei-lijn
De Kisei-hoofdlijn  (紀勢本線, Kisei-honsen) is een belangrijke spoorlijn die langs de zuidelijke kust van het schiereiland Kii in Japan loopt. De lijn verbindt de prefecturen   en Wakayama. De naam is afkomstig van de kanji van de namen van de voormalige provincies Kii (紀伊) en Ise (伊勢).
De totale lengte van de lijn die gebruikt wordt voor passagiersvervoer bedraagt 384,2 km.
De lijn wordt geëxploiteerd door twee JR-maatschappijen :
- Central Japan Railway Company (JR Central) van  Kameyama, de oostelijke eindhalte tot Shingū
- West Japan Railway Company (JR West) van Shingū tot Wakayamashi, de westelijke eindhalte.

Het deel van de spoorlijn tussen Shingū en Wakayama is bekend onder de naam Kinokuni-lijn (きのくに線)
De Kisei-lijn is verbonden met de Kansai-lijn met treinen die doorrijden tot in Nagoya in het noordoosten en met de Hanwa-lijn, die Wakayama verbindt met Osaka.

## Stations
Er zijn in totaal 96 stations op deze lijn
- JR Central: 41
- JR West: 55

### Central Japan Railway Company
Van Kameyama tot Shingū
| Station               | Japans                | Afstand (km)          | Verbindingen                                  | Plaats                      | Plaats                |                       |
| JR Central Kisei-lijn | JR Central Kisei-lijn | JR Central Kisei-lijn | JR Central Kisei-lijn                         | JR Central Kisei-lijn       | JR Central Kisei-lijn | JR Central Kisei-lijn |
| --------------------- | --------------------- | --------------------- | --------------------------------------------- | --------------------------- | --------------------- | --------------------- |
| Kameyama              | 亀山                  | 0,0                   | JR Central, JR West: Kansai-lijn              | Kameyama                    | Mie                   |                       |
| Shimonoshō            | 下庄                  | 5,5                   |                                               | Kameyama                    | Mie                   |                       |
| Ishinden              | 一身田                | 12,1                  |                                               | Tsu                         | Mie                   |                       |
| Tsu                   | 津                    | 15,5                  | Ise Railway: Ise-lijn Kintetsu: Nagoya-lijn   | Tsu                         | Mie                   |                       |
| Akogi                 | 阿漕                  | 19,3                  |                                               | Tsu                         | Mie                   |                       |
| Takachaya             | 高茶屋                | 23,4                  |                                               | Tsu                         | Mie                   |                       |
| Rokken                | 六軒                  | 29,1                  |                                               | Matsusaka                   | Mie                   |                       |
| Matsusaka             | 松阪                  | 34,6                  | JR Central: Meisho-lijn Kintetsu: Yamada-lijn | Matsusaka                   | Mie                   |                       |
| Tokuwa                | 徳和                  | 37,6                  |                                               | Matsusaka                   | Mie                   |                       |
| Taki                  | 多気                  | 42,5                  | JR Central: Sangu-lijn                        | Taki, District Taki         | Mie                   |                       |
| Ōka                   | 相可                  | 46,4                  |                                               | Taki, District Taki         | Mie                   |                       |
| Sana                  | 佐奈                  | 49,6                  |                                               | Taki, District Taki         | Mie                   |                       |
| Tochihara             | 栃原                  | 55,1                  |                                               | Ōdai, district Taki         | Mie                   |                       |
| Kawazoe               | 川添                  | 60,8                  |                                               | Ōdai, district Taki         | Mie                   |                       |
| Misedani              | 三瀬谷                | 67,9                  |                                               | Ōdai, district Taki         | Mie                   |                       |
| Takihara              | 滝原                  | 73,0                  |                                               | Ōdai, district Taki         | Mie                   |                       |
| Aso                   | 阿曽                  | 77,1                  |                                               | Taiki, District Watarai     | Mie                   |                       |
| Ise-Kashiwazaki       | 伊勢柏崎              | 82,2                  |                                               | Taiki, District Watarai     | Mie                   |                       |
| Ōuchiyama             | 大内山                | 86,9                  |                                               | Taiki, District Watarai     | Mie                   |                       |
| Umegadani             | 梅ヶ谷                | 89,5                  |                                               | Taiki, District Watarai     | Mie                   |                       |
| Kii-Nagashima         | 紀伊長島              | 98,4                  |                                               | Kihoku, District Kitamuro   | Mie                   |                       |
| Minose                | 三野瀬                | 105,9                 |                                               | Kihoku, District Kitamuro   | Mie                   |                       |
| Funatsu               | 船津                  | 112,2                 |                                               | Kihoku, District Kitamuro   | Mie                   |                       |
| Aiga                  | 相賀                  | 116,6                 |                                               | Kihoku, District Kitamuro   | Mie                   |                       |
| Owase                 | 尾鷲                  | 123,3                 |                                               | Owase                       | Mie                   |                       |
| Ōsoneura              | 大曽根浦              | 127,4                 |                                               | Owase                       | Mie                   |                       |
| Kuki                  | 九鬼                  | 134,4                 |                                               | Owase                       | Mie                   |                       |
| Mikisato              | 三木里                | 138,5                 |                                               | Owase                       | Mie                   |                       |
| Kata                  | 賀田                  | 142,6                 |                                               | Owase                       | Mie                   |                       |
| Nigishima             | 二木島                | 146,8                 |                                               | Kumano                      | Mie                   |                       |
| Atashika              | 新鹿                  | 150,8                 |                                               | Kumano                      | Mie                   |                       |
| Hadasu                | 波田須                | 153,2                 |                                               | Kumano                      | Mie                   |                       |
| Ōdomari               | 大泊                  | 155,2                 |                                               | Kumano                      | Mie                   |                       |
| Kumanoshi             | 熊野市                | 157,6                 |                                               | Kumano                      | Mie                   |                       |
| Arii                  | 有井                  | 159,6                 |                                               | Kumano                      | Mie                   |                       |
| Kōshiyama             | 神志山                | 164,1                 |                                               | Mihama, District Minamimuro | Mie                   |                       |
| Kii-Ichigi            | 紀伊市木              | 165,6                 |                                               | Mihama, District Minamimuro | Mie                   |                       |
| Atawa                 | 阿田和                | 168,4                 |                                               | Mihama, District Minamimuro | Mie                   |                       |
| Kii-Ida               | 紀伊井田              | 173,8                 |                                               | Kihō, district Minamimuro   | Mie                   |                       |
| Udono                 | 鵜殿                  | 176,6                 |                                               | Kihō, district Minamimuro   | Mie                   |                       |
| Shingū                | 新宮                  | 180,2                 |                                               | Shingū                      | Wakayama              |                       |

### West Japan Railway Company
Van Shingū tot Wakayamashi
| Station                            | Japans                             | Afstand (km)                       | Verbindingen                                                                    | Plaats                              | Plaats                             |
| JR West Kinokuni-lijn (Kisei-lijn) | JR West Kinokuni-lijn (Kisei-lijn) | JR West Kinokuni-lijn (Kisei-lijn) | JR West Kinokuni-lijn (Kisei-lijn)                                              | JR West Kinokuni-lijn (Kisei-lijn)  | JR West Kinokuni-lijn (Kisei-lijn) |
| ---------------------------------- | ---------------------------------- | ---------------------------------- | ------------------------------------------------------------------------------- | ----------------------------------- | ---------------------------------- |
| Shingū                             | 新宮                               | 180,2                              |                                                                                 | Shingū                              | Wakayama                           |
| Miwasaki                           | 三輪崎                             | 184,9                              |                                                                                 | Shingū                              | Wakayama                           |
| Kii-Sano                           | 紀伊佐野                           | 186,6                              |                                                                                 | Shingū                              | Wakayama                           |
| Ukui                               | 宇久井                             | 188,7                              |                                                                                 | Nachikatsuura, District Higashimuro | Wakayama                           |
| Nachi                              | 那智                               | 193,0                              |                                                                                 | Nachikatsuura, District Higashimuro | Wakayama                           |
| Kii-Temma                          | 紀伊天満                           | 193,9                              |                                                                                 | Nachikatsuura, District Higashimuro | Wakayama                           |
| Kii-Katsuura                       | 紀伊勝浦                           | 195,1                              |                                                                                 | Nachikatsuura, District Higashimuro | Wakayama                           |
| Yukawa                             | 湯川                               | 197,8                              |                                                                                 | Nachikatsuura, District Higashimuro | Wakayama                           |
| Taiji                              | 太地                               | 199,9                              |                                                                                 | Taiji, Higashimuro                  | Wakayama                           |
| Shimosato                          | 下里                               | 201,1                              |                                                                                 | Nachikatsuura, Higashimuro          | Wakayama                           |
| Kii-Uragami                        | 紀伊浦神                           | 205,0                              |                                                                                 | Nachikatsuura, Higashimuro          | Wakayama                           |
| Kii-Tahara                         | 紀伊田原                           | 209,9                              |                                                                                 | Kushimoto, Higashimuro              | Wakayama                           |
| Koza                               | 古座                               | 215,0                              |                                                                                 | Kushimoto, Higashimuro              | Wakayama                           |
| Kii-Hime                           | 紀伊姫                             | 218,9                              |                                                                                 | Kushimoto, Higashimuro              | Wakayama                           |
| Kushimoto                          | 串本                               | 221,8                              |                                                                                 | Kushimoto, Higashimuro              | Wakayama                           |
| Kii-Arita                          | 紀伊有田                           | 227,6                              |                                                                                 | Kushimoto, Higashimuro              | Wakayama                           |
| Tanami                             | 田並                               | 229,4                              |                                                                                 | Kushimoto, Higashimuro              | Wakayama                           |
| Tako                               | 田子                               | 233,7                              |                                                                                 | Kushimoto, Higashimuro              | Wakayama                           |
| Wabuka                             | 和深                               | 236,4                              |                                                                                 | Kushimoto, Higashimuro              | Wakayama                           |
| Esumi                              | 江住                               | 242,0                              |                                                                                 | Susami, District Nishimuro          | Wakayama                           |
| Mirozu                             | 見老津                             | 245,0                              |                                                                                 | Susami, District Nishimuro          | Wakayama                           |
| Seinhuis Futagoyama                | 双子山信号場                       | 250,7                              |                                                                                 | Susami, District Nishimuro          | Wakayama                           |
| Susami                             | 周参見                             | 254,0                              |                                                                                 | Susami, District Nishimuro          | Wakayama                           |
| Kii-Hiki                           | 紀伊日置                           | 261,2                              |                                                                                 | Shirahama, Nishimuro                | Wakayama                           |
| Tsubaki                            | 椿                                 | 267,3                              |                                                                                 | Shirahama, Nishimuro                | Wakayama                           |
| Kii-Tonda                          | 紀伊富田                           | 272,5                              |                                                                                 | Shirahama, Nishimuro                | Wakayama                           |
| Shirahama                          | 白浜                               | 275,4                              |                                                                                 | Shirahama, Nishimuro                | Wakayama                           |
| Asso                               | 朝来                               | 279,7                              |                                                                                 | Kamitonda, Nishimuro                | Wakayama                           |
| Kii-Shinjō                         | 紀伊新庄                           | 283,2                              |                                                                                 | Tanabe                              | Wakayama                           |
| Kii-Tanabe                         | 紀伊田辺                           | 285,4                              |                                                                                 | Tanabe                              | Wakayama                           |
| Haya                               | 芳養                               | 289,5                              |                                                                                 | Tanabe                              | Wakayama                           |
| Minabe                             | 南部                               | 294,5                              |                                                                                 | Minabe, District Hidaka             | Wakayama                           |
| Iwashiro                           | 岩代                               | 299,6                              |                                                                                 | Minabe, District Hidaka             | Wakayama                           |
| Kirime                             | 切目                               | 305,5                              |                                                                                 | Inami, Hidaka                       | Wakayama                           |
| Inami                              | 印南                               | 309,3                              |                                                                                 | Inami, Hidaka                       | Wakayama                           |
| Inahara                            | 稲原                               | 313,6                              |                                                                                 | Inami, Hidaka                       | Wakayama                           |
| Wasa                               | 和佐                               | 320,4                              |                                                                                 | Hidakagawa, Hidaka                  | Wakayama                           |
| Dōjōji                             | 道成寺                             | 324,7                              |                                                                                 | Gobō                                | Wakayama                           |
| Gobō                               | 御坊                               | 326,3                              | Kishū Railway: Kishu-lijn                                                       | Gobō                                | Wakayama                           |
| Kii-Uchihara                       | 紀伊内原                           | 329,2                              |                                                                                 | Hidaka, Hidaka                      | Wakayama                           |
| Kii-Yura                           | 紀伊由良                           | 334,5                              |                                                                                 | Yura, Hidaka                        | Wakayama                           |
| Hirokawa                           | 広川ビーチ                         | 341,3                              |                                                                                 | Hirogawa, District Arida            | Wakayama                           |
| Yuasa                              | 湯浅                               | 343,9                              |                                                                                 | Yuasa, Arida                        | Wakayama                           |
| Fujinami                           | 藤並                               | 347,3                              |                                                                                 | Aridagawa, Arida                    | Wakayama                           |
| Kii-Miyahara                       | 紀伊宮原                           | 351,2                              |                                                                                 | Arida                               | Wakayama                           |
| Minoshima                          | 箕島                               | 355,6                              |                                                                                 | Arida                               | Wakayama                           |
| Hatsushima                         | 初島                               | 358,1                              |                                                                                 | Arida                               | Wakayama                           |
| Shimotsu                           | 下津                               | 361,1                              |                                                                                 | Kainan                              | Wakayama                           |
| Kamogō                             | 加茂郷                             | 363,8                              |                                                                                 | Kainan                              | Wakayama                           |
| Shimizuura                         | 冷水浦                             | 367,7                              |                                                                                 | Kainan                              | Wakayama                           |
| Kainan                             | 海南                               | 370,5                              |                                                                                 | Kainan                              | Wakayama                           |
| Kuroe                              | 黒江                               | 372,3                              |                                                                                 | Kainan                              | Wakayama                           |
| Kimiidera                          | 紀三井寺                           | 375,9                              |                                                                                 | Wakayama                            | Wakayama                           |
| Miyamae                            | 宮前                               | 378,8                              |                                                                                 | Wakayama                            | Wakayama                           |
| Wakayama                           | 和歌山                             | 380,9                              | JR West: ■ Hanwa-lijn, Wakayama-lijn Wakayama Electric Railroad: Kishigawa-lijn | Wakayama                            | Wakayama                           |
| JR West Kisei-lijn                 |                                    |                                    |                                                                                 |                                     |                                    |
| Wakayama                           | 和歌山                             |                                    |                                                                                 | Wakayama                            | Wakayama                           |
| Kiwa                               | 紀和                               | 382,7                              |                                                                                 | Wakayama                            | Wakayama                           |
| Wakayama-shi                       | 和歌山市                           | 384,2                              | Nankai: Nankai-lijn, Wakayamako-lijn                                            | Wakayama                            | Wakayama                           |